# 자본이동에 대한 조세부과를 위한 시민운동협회

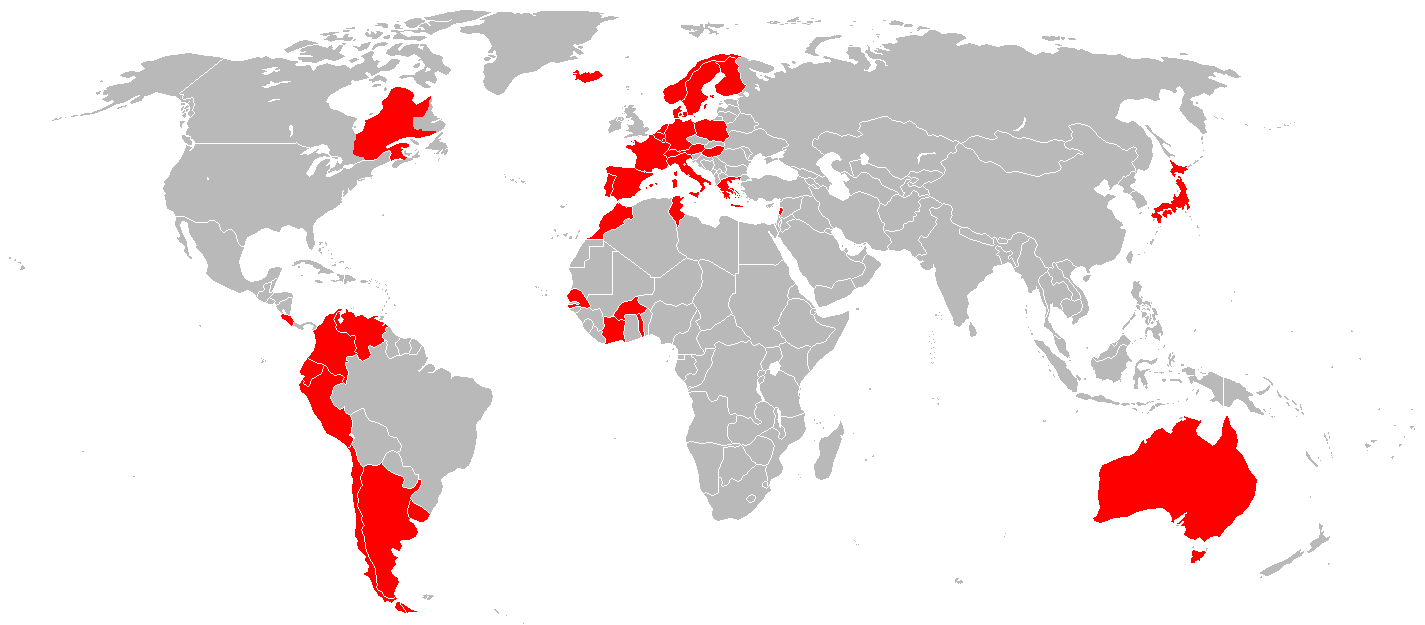
아탁 지부가 있는 국가들.

자본이동에 대한 조세부과를 위한 시민운동협회(프랑스어: Association pour la Taxation des Transactions financières et pour l'Action Citoyenne), 약칭 아탁(프랑스어: ATTAC)은 환투기자본에 대한 조세 부과를 주장하는 국제시민단체다.
1997년 12월 이그나시오 라모네트가 『르몽드 디프롤마티크』 지상에 토빈세(Tobin Tax) 도입을 공론화했다. 그 흐름을 타고 1998년 6월 3일 프랑스에서 "시민에게 이로운 토빈세 도입을 위한 행동"(Action for a Tobin Tax to Assist the Citizen)이라는 이름으로 처음 아탁이 설립되었다. 이후 전세계 40여개 국가에 지부가 설립되었다.

## 같이 보기
- 글로벌 금융 시스템
- 토빈세
- 아일랜드의 조세 피난처